# In Salah Airport
In Salah Airport är en flygplats i Algeriet. Den ligger i den centrala delen av landet, 1 100 km söder om huvudstaden Alger. In Salah Airport ligger 273 meter över havet.
Terrängen runt In Salah Airport är platt.  Trakten runt In Salah Airport är nära nog obefolkad, med mindre än två invånare per kvadratkilometer. Närmaste större samhälle är In Salah, 8,1 km sydväst om In Salah Airport. Trakten runt In Salah Airport är ofruktbar med lite eller ingen växtlighet.